# Псара
Псара (також Піхара; грец. Ψαρά) — острів в Егейському морі, в архіпелазі Східні Споради, поблизу півострова Карабурун, Мала Азія.
Псара та острівець Антипсара (Антипіхара), розташований навпроти нього, розміщені приблизно за 14 км на північний захід від більшого острова Хіос, де розташовано адміністративний центр  однойменного нома. Окрім островів Псара й Антипсара, до складу нома також входить і група островів Інусе (Οινούσσες), розташована між грецьким Хіосом і турецьким Карабуруном.

## Географія
Острів розташований у східній частині Егейського моря. Є у складі Греції. Площа становить 44.511 км². Населення — 448 осіб (2011). Найвища точка — гора Профітіс Іліас (640 м). Острів має кам'янистий рельєф з пагорбами та горами, і досить дрібною рослинністю.

## Історія
Морський промисел завжди був основним видом діяльності населення острова. Багато хто з острів'ян приєднався до російського флоту під час російсько-турецької війни 1768–1774 років.
1821 року псаріоти одними з перших встали до лав повстанців і перетворили свої торгові судна на бойові. 1824 року острів зазнав спустошливого нападу турецько-єгипетської ескадри.

### Відомі уродженці
- Константінос Канаріс (Κωνσταντινος Καναρης; 1793–1877) — герой визвольної війни, брандерист, адмірал, міністр, прем'єр-міністр Греції.
- Дімітріос Папаніколіс (Δημητριος Παπανικολης; 1790–1855) — капітан брандера, герой визвольної війни 1821–1829 років.
- Ніколіс Апостоліс (Νικολαος Αποστολης; 1770–1827) — герой визвольної війни, командувач флотом Псари.
- Константінос Нікодімос (Κωνσταντηνος Νικοδημος; 1796–1877) — герой визвольної війни, капітан брандера, адмірал, письменник.
- Іоанн Варвакіс (Βαρβακης Ιωαννης; 1750–1825) — національний герой Греції, підприємець і меценат, російський дворянин. У 17-річному віці зі своїм судном «Святий Андрій» та зі своїм екіпажем приєднався до російського флоту, брав участь у Чесменській морській битві. Після підписання Кючук-Кайнарджійського миру 1774 року був змушений емігрувати до Росії. Добував чорну ікру на Каспії та Азові з центрами свого підприємництва й меценатства в Астрахані й Таганрозі. Був членом Філікі Етерія, з початком визвольної війни в похилому віці вирішив повернутись на батьківщину. Помер на острові Закінтос 1825 року. Залишив більшу частину свого статку грецькому урядові й розкиданим усією Грецією після різні на Псарі 1824 року своїм землякам-псаріотам.
- Георгіос Сіріан (англ. George Sirian; 1818–1891) — сирота, який вижив після різні 1824 року, відомий американський моряк, на честь якого ВМФ США започаткував нагороду «George Sirian Award»
- Мільтіад Канаріс (Μιλτιάδης Κανάρης 1822–1900)- син Константіноса Канаріса, віце-адмірал і політик .
- Георгіос Стамателос (Γεώργιος Σταματέλος 1824–1905) — грецький віце-адмірал, командувач флотом на завершальному етапі грецько-турецької війни 1897 року.